# مابل ألفاريز
مابل ألفاريز (بالإسبانية: Mabel Alvarez؛ بالإنجليزية: Mabel Alvarez) هي رسامة إسبانية وأمريكية، ولدت في 28 نوفمبر 1891 في أواهو في الولايات المتحدة، وتوفيت في 13 مارس 1985 في لوس أنجلوس في الولايات المتحدة.